# Henry de Groux

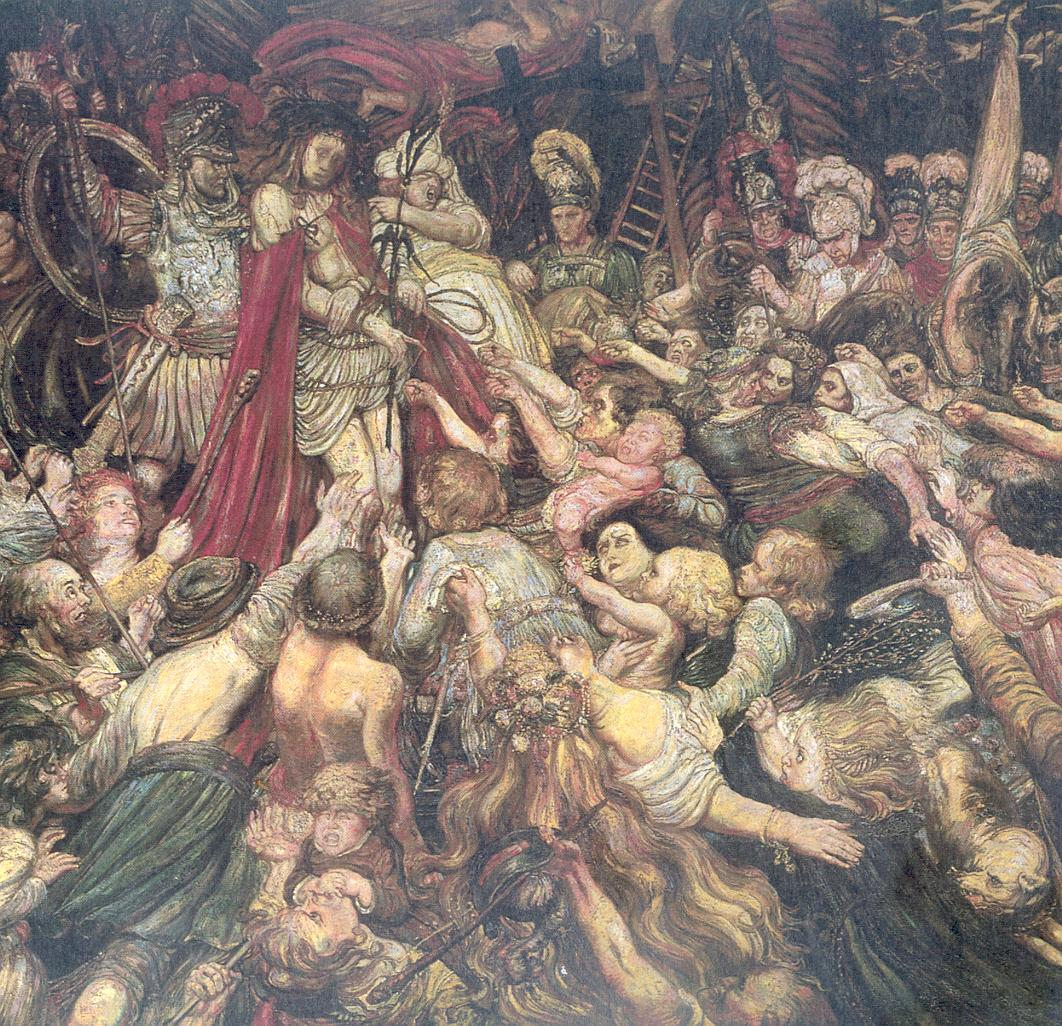
Cristo de los ultrajes.

Henry de Groux (1866, Bruselas – 1930, Marsella) fue un pintor, escultor y litógrafo simbolista belga. Su pintura Cristo de los ultrajes de 1889, su obra maestra, muestra a una multitud atacando a Jesús. Posteriormente produjo muchas obras en las que ilustró los horrores de la Primera Guerra Mundial.

## Biografía
Era hijo del grabador Charles de Groux y, como su padre, estudió en la Académie Royale des Beaux-Arts. Fue miembro de Les XX en 1886, pero fue expulsado en 1890 cuando se negó a que sus obras fuesan expuestas en la misma galería de Vincent van Gogh. Luego vivió en París, donde se hizo amigo de Émile Zola. Durante los sucesos que siguieron al Caso Dreyfus, De Groux fue uno de los guardaespaldas de Zola.
Sus diarios ha sido publicados en 2007.